# بوم‌کشی
چندین کشور در قوانین خود بوم‌کشی (به انگلیسی: Ecocide) را به عنوان یک جرم شناسایی کرده‌اند. اقداماتی که طبق قوانین این کشورها ممکن است مصداق بوم‌کشی باشد عبارتست از وارد کردن آسیب قابل‌توجه یا نابود کردن اکوسیستم یا آسیب زدن به سلامت و رفاه یک گونه، از جمله انسان. اکوساید هنوز به عنوان یک جرم بین‌المللی قابل مجازات از سوی سازمان ملل پذیرفته نشده‌است.
مفهوم بوم‌کشی به عنوان یک جرم بین‌المللی، در دهه ۱۹۷۰ و پس از استفاده ایالات متحده آمریکا از عامل نارنجی در جنگ ویتنام و نابودی مردم و حیات وحش این کشور شکل گرفت.
در حال حاضر، تنها در یک ماده از اساسنامه رم درخصوص جنایت جنگی، اشاره صریحی به خسارت به محیط زیست وجود دارد. در ماده ۸ این اساسنامه، اقدامات زیر جرم‌انگاری شده‌است: «انجام عمدی حمله‌ای با علم به این که چنین حمله‌ای باعث تلفات جانی یا آسیب به غیرنظامیان یا خسارت به اهداف غیرنظامی یا آسیب گسترده، درازمدت و شدید به محیط زیست خواهد شد و آشکارا نسبت به مجموعه فایده نظامی ملموس و مستقیم مورد انتظار از آن بیش از اندازه است».
در سال ۲۰۱۰، یک وکیل فعال در حوزه محیط زیست به نام پولی هیگینز پیشنهاد کرد که اساسنامه رم اصلاح و جرم بوم‌کشی در آن گنجانده شود. این پیشنهاد به کمیسیون حقوق بین‌الملل سازمان ملل متحد که طبق دستور کار خود، مأمور پیشبرد توسعه تدریجی حقوق بین‌الملل و تدوین آن است تسلیم شد. خانم پولی هیگینز در این پیشنهاد، اکوساید را بدین نحو تعریف کرد: «وارد کردن خسارت گسترده، نابود کردن یا از دست رفتن اکوسیستم یک قلمرو مشخص، چه با عاملیت انسان و چه هر علت دیگری، تا حدی که بهره‌مندی مسالمت‌آمیز ساکنان آن قلمرو به‌طور شدید کاهش یابد.»
این تعریف شامل خسارت ایجادشده به دست افراد، شرکت‌ها یا دولت‌هاست. این تعریف همچنین نابودی محیط زیست توسط «هر علت دیگری» را نیز شامل می‌شود (یعنی آسیبی که لزوماً به علت فعالیت انسانی ایجاد نشده‌است). هدف از این نحوه تعریف، ایجاد وظیفه مراقبت برای کاهش آثار یا پیشگیری از بلایای طبیعی و نیز ایجاد مسئولیت کیفری برای بوم‌کشی انسان‌ساز بود.
در دسامبر ۲۰۱۹، در هجدهمین اجلاس مجمع کشورهای عضو اساسنامه رم، دو دولت مستقل وانواتو و مالدیو، در بیانیه‌های رسمی خود خواستار افزودن اکوساید به اساسنامه رم شدند. جرایم دیگری که از سوی دیوان کیفری بین‌المللی تحت پیگرد قرار می‌گیرد عبارتست از جنایت علیه بشریت، جنایت جنگی، نسل‌کشی و جنایت تجاوز.

## تخریب محیط زیست در زمان جنگ
اگرچه هیچ قانون بین‌المللی مربوط به بوم‌کشی که در زمان صلح اعمال شود، وجود ندارد، سازمان ملل در سال ۱۹۷۷ «معاهده ممنوعیت استفاده نظامی یا سایر استفاده‌های خصمانه از فنون تغییردهنده زیست‌محیطی» را تصویب کرد که هنگام شرکت یک دولت در جنگ اعمال می‌شود. به موجب ماده ۱ این معاهده: «تمامی دولت‌های عضو این معاهده متعهد می‌گردند که در هیچ‌گونه عملیات نظامی یا خصمانه‌ای، به فنون تغییر زیست‌محیطیِ دارای آثار گسترده، ماندگار یا شدید، در جهت تخریب، صدمه یا آسیب به هر دولت عضو دیگر مبادرت نورزند». البته هیچ تعریفی از عبارات «گسترده، ماندگار یا شدید» به دست داده نشده‌است. طبق ماده ۳ این معاهده «مفاد این معاهده مانع استفاده از فنون تغییر زیست‌محیطی برای مقاصد صلح‌آمیز نخواهد بود».
در ژوئیه ۲۰۱۹، گروهی متشکل از ۲۴ دانشمند، خواستار شدند که بوم‌کشی ارتکابی در مناطق جنگی، از جمله اعمالی که به صورت غیرمستقیم مربوط به جنگ هستند، به عنوان جنایت جنگی قابل مجازات شناخته شود.

## تاریخچه

### دهه ۱۹۷۰
کلمه بوم‌کشی (اکوساید) نخستین بار در «کنفرانس جنگ و مسئولیت ملی» در واشینگتن دی‌سی در سال ۱۹۷۰ ثبت شده‌است. در این کنفرانس، آرتور گالستون پیشنهاد کرد که یک توافقنامه بین‌المللی جدید برای ممنوعیت اکوساید به تصویب برسد. گالستون زیست‌شناسی آمریکایی بود که آثار زیان‌بار یک ماده شیمیایی را که بعدها عامل نارنجی از آن ساخته شد، شناسایی کرد. گالستون که بعدها متخصص حوزه اخلاق زیستی شد، اولین کسی بود که در سال ۱۹۷۰ خسارت و تخریب وسیع اکوسیستم را اکوساید نامید.
دیوان بین‌المللی دادگستری در نظری که طی صدور حکم خود در پرونده بارسلونا تراکشن اظهار کرد، دسته‌ای از تعهدات بین‌المللی به نام erga omnes را شناسایی نمود که بر اساس آن، تمامی دولت‌ها تعهداتی در قبال جامعه بین‌المللی به عنوان یک کل واحد برعهده دارند، و هدف از این تعهدات، پاسداری و ترویج ارزش‌های بنیادی و منافع مشترک همگان است.
در سال ۱۹۷۲ در کنفرانس محیط‌زیست انسانی سازمان ملل، اعلامیه استکهلم به تصویب رسید. اولوف پالمه، نخست‌وزیر سوئد، در سخنرانی افتتاحیه خود صراحتاً از جنگ ویتنام به عنوان بوم‌کشی نام برد. این مفهوم جدید در رویدادهای غیررسمی که به موازات این کنفرانس برگزار می‌شد نیز مورد بحث قرار گرفت. افراد دیگری از جمله ایندیرا گاندی از هند و تانگ کی (رهبر هیئت چینی) نیز جنگ را با عبارات انسانی و زیست‌محیطی محکوم کردند. ایشان همچنین خواستار شناسایی اکوساید به عنوان یک جرم بین‌المللی شدند. در این کنفرانس یک کارگروه جرایم علیه محیط‌زیست تشکیل شد و پیش‌نویس کنوانسیون اکوساید را در سال ۱۹۷۳ تقدیم سازمان ملل کرد.
«اجلاس بوم‌کشی جنگی» با حمایت دای دونگ (یکی از شاخه‌های سازمان غیردولتی رهپویان بین‌المللی صلح و آشتی) در استکهلم برگزار شد. در این اجلاس افراد زیادی شرکت کردند از جمله متخصصانی مانند ریچارد ای. فالک (متخصص حقوق بین‌الملل در زمینه جنایات جنگی) و رابرت جی لیفتون (روان‌شناس تاریخی). این اجلاس خواستار تصویب کنوانسیونی در مورد بوم‌کشی جنگی در سازمان ملل شد که یکی از اهداف آن، تلاش برای تعریف و محکوم‌کردن اکوساید به عنوان یک جنایت جنگی بین‌المللی بود. ریچارد ای. فالک در سال ۱۹۷۳ پیش‌نویسی برای کنوانسیون اکوساید تهیه کرد که در همان ابتدا صریح ذکر می‌کرد «انسان، آگاهانه و غیرآگاهانه، در زمان جنگ و در زمان صلح، خسارات جبران‌ناپذیری به محیط‌زیست وارد ساخته‌است».در سال ۱۹۷۸، تهیه پیش‌نویس «قانون جنایت علیه صلح و امنیت نوع بشر» آغاز شد. در همین زمان، موضوع مسئولیت بین‌المللی دولت‌ها و جنایات بین‌المللی نیز در حال بررسی و تدوین بود.
در سالنامه ۱۹۷۸ کمیسیون حقوق بین‌الملل، «پیش‌نویس مواد مربوط به مسئولیت دولت و اعمال متخلفانه بین‌المللی» به چاپ رسید. در این پیش‌نویس به «عمل متخلفانه بین‌المللی (که) از جمله ناشی از… (د) نقض جدی یک تعهد بین‌المللی دارای اهمیت اساسی با هدف مراقبت و حفاظت از محیط‌زیست انسانی، مانند منع آلودگی وسیع جو زمین یا دریاها باشد» اشاره شده‌است. کشورهایی که از شناسایی جرم اکوساید حمایت کردند عبارت بودند از رومانی، سریر مقدس، اتریش، لهستان، رواندا، کنگو و عمان.

### دهه ۱۹۸۰
بررسی بوم‌کشی به عنوان یک جرم در این دهه نیز ادامه یافت. «گزارش وایتکر» به سفارش کمیسیون فرعی ترویج و حمایت از حقوق بشر سازمان ملل، در خصوص مسئله پیشگیری و مجازات جرم اکوساید، توسط گزارشگر ویژه وقت، بنجامین وایتکر تهیه شد. در بندی از این گزارش ذکر شده بود «برخی از اعضای کمیسیون فرعی پیشنهاد کرده‌اند که تعریف نسل‌کشی باید گسترش داده شود تا نسل‌کشی فرهنگی یا «قومیت‌کشی» و همچنین «اکوساید» را نیز دربربگیرد: ایجاد تغییرات منفی، اغلب جبران‌ناپذیر، در محیط زیست - برای مثال از طریق انفجارهای هسته‌ای، جنگ‌افزارهای شیمیایی، آلودگی جدی و باران اسیدی، یا نابودی جنگل‌های بارانی - که موجودیت کل جوامع را چه عامدانه و چه با سهل‌انگاری مجرمانه، تهدید می‌کنند».
بحث جرایم بین‌المللی نیز در سال ۱۹۸۷ در کمیسیون حقوق بین‌الملل ادامه یافت. در این مباحث پیشنهاد شد که فهرست جرایم بین‌المللی باید شامل اکوساید، اولین استفاده از جنگ‌افزارهای هسته‌ای، استعمار، آپارتاید، تجاوز اقتصادی و سوداگرایی نیز باشد.

### دهه ۱۹۹۰
«پیش‌نویس قانون جنایات علیه صلح و امنیت نوع بشر» که در سال ۱۹۹۱ به تصویب کمیسیون حقوق بین‌الملل رسید، مشتمل بر ۱۲ جرم بود که یکی از آنها «خسارت عمدی به محیط‌زیست» (ماده ۲۶) است. تا ۲۹ مارس ۱۹۹۳، دبیرکل سازمان ملل متحد ۲۳ پاسخ از کشورهای عضو ملل متحد و یک پاسخ از یک کشور غیرعضو دریافت کرد. کشورهای پاسخ‌دهنده عبارت بودند از: استرالیا، اتریش، بلاروس، بلژیک، برزیل، بلغارستان، کاستاریکا، اکوادور، یونان، هلند، کشورهای نوردیک (دانمارک، فنلاند، ایسلند، نروژ، سوئد)، پاراگوئه، لهستان، سنگال، سودان، ترکیه، انگلستان، ایالات متحده آمریکا، اروگوئه و سوئیس. اعتراضات بسیاری نسبت به این موضوع مطرح شد که خلاصه آنها را می‌توان در سالنامه ۱۹۹۳ کمیسیون حقوق بین‌الملل مشاهده کرد. تنها سه کشور هلند، انگلستان و ایالات متحده آمریکا با اضافه‌شدن یک جرم زیست‌محیطی مخالفت کردند. مسئله‌ای که نگرانی کشورها را برانگیخت، اضافه‌شدن معیاری برای اندازه‌گیری قصد (خسارت «عمدی») بود. اتریش در نظریه خود نوشته بود: «از آنجا که مرتکبین این جرم معمولاً با انگیزه سودجویی دست به عمل می‌زنند، قصد نباید شرط مسئولیت منتهی به مجازات در نظر گرفته شود». موضع بلژیک و اوروگوئه هم این بود که در جرم آسیب شدید به محیط‌زیست، عنصر قصد ضروری نیست.
در سال ۱۹۹۶، مارک گری (حقوقدان کانادایی/استرالیایی) تعریف پیشنهادی خود برای جرم بین‌المللی اکوساید را منتشر کرد که مبتنی بر قواعد تثبیت‌شده حقوق بین‌الملل محیط‌زیست و حقوق بشر بود. او در نظر خود شرح داد که دولت‌ها، و شاید حتی افراد و سازمان‌هایی که موجب آسیب به محیط‌زیست طبیعی در مقیاسی عظیم می‌شوند یا اجازه وقوع چنین آسیبی را می‌دهند، در واقع مرتکب نقض تعهد وظیفه مراقبت در قبال کل بشریت شده‌اند. او پیشنهاد کرد که اگر چنین نقض تعهدی به صورت عامدانه، از سر بی‌احتیاطی یا مسامحه رخ بدهد، و باعث خسارت زیست‌محیطی جدی و گسترده یا ماندگار بشود، باید به عنوان اکوساید شناخته شود.
در همین زمان، کمیسیون حقوق بین‌الملل کار بر روی ماده ۲۶ (خسارت عمدی و شدید به محیط‌زیست) را به یک کارگروه سپرده بود تا امکان گنجانده‌شدن خسارت عمدی و شدید به محیط‌زیست به عنوان یک جرم بین‌المللی در پیش‌نویس مواد بررسی شود.
در سال ۱۹۹۸، پیش‌نویس نهایی تهیه‌شده توسط کمیسیون حقوق بین‌الملل به عنوان منبعی الهام‌بخش برای تهیه اساسنامه رم به کار گرفته شد. اساسنامه رم سند مؤسس دیوان کیفری بین‌المللی (ICC) است و این دیوان هنگامی وارد عمل می‌شود که یک دولت نخواهد یا قادر نباشد که جرایم بین‌المللی را مورد پیگرد قرار بدهد.
اکوساید در اساسنامه روم به عنوان یک جرم جداگانه گنجانده نشده اما ذیل مصادیق جنایت جنگی به آن اشاره می‌شود. معیار این جنایت جنگی از معیارهایی که پیشتر پیشنهاد شده بود مضیق‌تر است. در «معاهده ممنوعیت استفاده نظامی یا سایر استفاده‌های خصمانه از فنون تغییردهنده زیست‌محیطی» مصوب ۱۹۷۷، معیار تخریب زیست‌محیطی در زمان جنگ، «گسترده، درازمدت یا شدید» بودن آسیب موردنظر است در حالی که ماده ۸ اساسنامه رم، معیار مذکور را با تغییر یک کلمه به «گسترده، درازمدت و شدید» تبدیل کرده‌است. ماده ۸ اساسنامه رم، خسارت زیست‌محیطی را به شرایطی محدود کرده که «انجام عمدی حمله‌ای با علم به این که چنین حمله‌ای باعث تلفات جانی یا آسیب به غیرنظامیان یا خسارت به اهداف غیرنظامی یا آسیب گسترده، درازمدت و شدید به محیط‌زیست خواهد شد و آشکارا نسبت به مجموعه فایده نظامی ملموس و مستقیم موردانتظار از آن بیش از اندازه است» محقق شود.

### دهه ۲۰۱۰
پیشنهاد شناسایی جرم اکوساید از طرف یک نهاد خصوصی به سازمان ملل ارائه شد. در مارس ۲۰۱۰، پولی هیگینز (حقوقدان زیست‌محیطی) اصلاحیه‌ای به اساسنامه رم را به سازمان ملل پیشنهاد داد مبنی بر اینکه «اکوساید» به عنوان پنجمین مصداق جنایت علیه صلح به جهت حقوقی به رسمیت شناخته شود. اساسنامه رم در حال حاضر چهار جنایت علیه صلح را شناسایی کرده‌است: نسل‌کشی، جنایات علیه بشریت، جنایت جنگی، و جنایت تجاوز. قابل توجه است که این چهار جنایت همگی بر قربانیان انسانی اثر می‌گذارند. تعریف پیشنهادی هیگینز از اکوساید هرچند به «بهره‌مندی مسالمت‌آمیز» ساکنان اشاره می‌کند، اما قربانی اصلی که این اصلاحیه در پی محافظت از آن است، نه افراد انسانی بلکه خود محیط‌زیست است.
در سال ۲۰۱۱، یک سازمان مدنی به نام همیلتون، متن قانونی تمرینی و صوری به نام قانون بوم‌کشی را تهیه کرد و سپس این قانون را در قالب یک محاکمه تمرینی و صوری در دیوان عالی انگلستان به آزمایش گذاشت.
در اکتبر ۲۰۱۲، تعدادی از متخصصان در کنفرانس بین‌المللی جنایت زیست‌محیطی: تهدیدهای موجود و در حال ظهور که در رم و در مقر سازمان غذا و کشاورزی ملل متحد برگزار شد شرکت کردند. این کنفرانس با مدیریت مؤسسه تحقیقات بین‌المللی جرم و عدالت سازمان ملل متحد (UNICRI) با همکاری برنامه محیط‌زیست سازمان ملل متحد (UNEP) و وزارت محیط‌زیست ایتالیا برگزار شد. این کنفرانس به رسمیت شناخت که جنایت زیست‌محیطی شکل جدید و مهمی از جرایم سازمان‌یافته فراملی است که نیاز به پاسخی جدی‌تر دارد. یکی از نتایج کنفرانس این بود که UNEP و UNICRI پژوهشی دربارهٔ تعریف جنایت زیست‌محیطی را آغاز کنند و یکبار دیگر به تاریخچه شناسایی اکوساید به عنوان یک جنایت بین‌المللی توجه نمایند.
در نوامبر ۲۰۱۹، پاپ فرانسیس در سخنرانی خود خطاب به انجمن بین‌المللی حقوق کیفری (AIDP)، جامعه بین‌المللی را فراخواند که اکوساید را به عنوان «پنجمین دسته‌بندی از جنایات علیه صلح» به رسمیت بشناسند.
در دسامبر ۲۰۱۹، در هجدهمین اجلاس مجمع کشورهای عضو اساسنامه رم، دو دولت مستقل یعنی وانواتو و مالدیو، در بیانیه‌های رسمی خود خواستار بررسی جدی افزودن جنایت اکوساید به متن اساسنامه رم شدند.

### دهه ۲۰۲۰
در اواخر نوامبر ۲۰۲۰، هیأتی مستقل از حقوقدانان بین‌المللی از طرف «بنیاد توقف بوم‌کشی» (Stop Ecocide Foundation)، به ریاست فیلیپ سندز (استاد حقوق بریتانیایی) و قاضی فلورانس مومبا (از زیمبابوه) تشکیل شد و شروع به تهیه پیش‌نویس قانونی پیشنهادی برای جرم‌انگاری بوم‌کشی کرد. در ۲۲ ژوئن ۲۰۲۱، این هیئت نتیجه کار خود را در قالب تعریف اکوساید منتشر کرد: «اقدامات غیرقانونی یا بی‌محابا که با علم به اینکه احتمال چشمگیر خسارت شدید و گسترده یا درازمدت به محیط‌زیست در نتیجه این اقدامات وجود دارد، انجام می‌شوند». تعریف پیشنهادی اکنون برای بررسی در دسترس دولت‌ها و دیوان کیفری بین‌المللی قرار خواهد گرفت تا بدین وسیله یک رویه حقوقی جهانی ایجاد شود و بتوانیم پرونده‌های مربوط به تخریب اکولوژیک را بر این اساس قضاوت کنیم.
جوجو مهتا، مدیر اجرایی و بنیانگذار «بنیاد توقف بوم‌کشی» معتقد است که اساسنامه رم قبلاً اصلاح شده و این اتفاق می‌تواند دوباره بیفتد. او معتقد است جرم‌انگاری‌کردن اکوساید نشان‌دهنده تغییری در اقتصاد جهانی و دور کردن منابع مالی از پروژه‌هایی است که اکوسیستم‌های کره زمین را ویران می‌کنند. مهتا پیش‌بینی کرده‌است که حدود چهار تا پنج سال طول خواهد کشید تا اتفاق نظر لازم دولت‌ها برای گنجاندن جرم بوم‌کشی در اساسنامه رم حاصل شود. تا کنون هشت کشور شامل بلژیک، فنلاند، اسپانیا، وانواتو و مالدیو از این پیشنهاد حمایت کرده‌اند.
در مه ۲۰۲۱، پارلمان اروپا دو گزارش را تصویب کرد که پیشنهاد شناسایی بوم‌کشی به عنوان یک جرم را مطرح می‌کردند.
در همین ماه، ۱۷۹ عضو اتحادیه بین‌المجالس نیز با اکثریت نزدیک به اتفاق، مصوبه‌ای را تصویب کردند که به موجب آن، این اتحادیه از پارلمان‌های عضو دعوت کرد تا امکان شناسایی جرم بوم‌کشی را مورد ارزیابی قرار بدهند.

## قوانین داخلی موجود در زمینه بوم‌کشی
تا کنون ده کشور اکوساید در زمان صلح را در داخل مرزهای خود جرم‌انگاری کرده‌اند. این کشورها از عبارات ماده ۲۶ پیش‌نویس کمیسیون حقوق بین‌الملل استفاده کرده‌اند که به ایجاد عمدی «خسارت گسترده، درازمدت و شدید به محیط‌زیست طبیعی» در چارچوب جنگ اشاره کرده‌است. البته لازم به اشاره است که ماده ۲۶ بعداً از متن پیش‌نویس نهایی که در سال ۱۹۹۶ به دیوان کیفری بین‌المللی برمبنای اساسنامه رم پیشنهاد شد، حذف گردید.
هیچ‌یک از این ده کشور، رویه‌ای برای اندازه‌گیری و سنجش «قصد» تعیین نکرده‌اند. اثربخشی این قوانین به عوامل دیگری هم بستگی دارد از جمله فراهم بودن رویه‌هایی برای اجرای قانون، و نیاز به دادگستری مستقل و احترام به حاکمیت قانون. در عین حال، طبق آمار شفافیت بین‌الملل، اغلب کشورهایی که قوانین مربوط به اکوساید دارند، دچار فساد شدید و ضعف حاکمیت ضعیف قانون هستند.

### گرجستان، ۱۹۹۹
ماده ۴۰۹. بوم‌کشی. «بوم‌کشی، یعنی آلوده‌کردن اتمسفر، منابع زمین و آب، تخریب گسترده گیاهان و جانوران یا هر اقدام دیگری که می‌تواند باعث فاجعه زیست‌محیطی بشود - مستوجب مجازات خواهد بود…»

### ارمنستان، ۲۰۰۳
ماده ۳۹۴. بوم‌کشی: «تخریب گسترده گیاهان و جانوران، مسموم‌کردن محیط‌زیست، خاک‌ها یا منابع آب، و همچنین انجام سایر اقداماتی که باعث فاجعه زیست‌محیطی می‌شود، مستوجب مجازات خواهد بود…»

### اوکراین، ۲۰۰۱
ماده ۴۴۱. بوم‌کشی: «تخریب گسترده گیاهان و جانوران، مسموم‌کردن هوا یا منابع آب، و همچنین هرگونه اقدام دیگری که ممکن است باعث فاجعه زیست‌محیطی بشود، مستوجب مجازات خواهد بود…»

### بلاروس، ۱۹۹۹
ماده ۱۳۱. بوم‌کشی: «تخریب عمدی و گسترده گیاهان و جانوران، یا مسموم‌کردن هوا یا آب، یا ارتکاب سایر اقدامات عمدی که می‌تواند فاجعه‌ای اکولوژیک (اکوساید) ایجاد کند، مستوجب مجازات خواهد بود…»

### اکوادور، ۲۰۰۸ (قانون اساسی) و ۲۰۱۴ (قانون مجازات)
هرچند اکوادور به‌طور رسمی از واژه «بوم‌کشی» استفاده نمی‌کند، اما هرگونه خسارت عمدی به محیط زیست، چه در زمان جنگ و چه در زمان صلح، به عنوان یک تخلف مجرمانه طبقه‌بندی شده، و این کشور اولین کشور در جهان است که طبیعت را موضوع (سوژه) و نه مفعول (ابژه) حقوق و تضامین قوی در قانون اساسی قرار داده‌است. در اصل ۱۷۱ قانون اساسی اکوادور آمده‌است که طبیعت یا مادرزمین که حیات در آن ایجاد و تکثیر می‌گردد، نسبت به احترام همه‌جانبه به موجودیت وی و نگاهداری و بازتولید چرخه‌های اساسی‌اش واجد حق می‌باشد.

### قزاقستان، ۱۹۹۷
ماده ۱۶۱. بوم‌کشی: «تخریب گسترده گیاهان و جانوران، مسموم‌کردن اتمسفر، زمین و منابع آب، و همچنین ارتکاب سایر اعمالی که موجب یا قادر به ایجاد یک فاجعه اکولوژیک باشند، مستوجب مجازات خواهد بود…»

### قرقیزستان، ۱۹۹۷
ماده ۳۷۴. بوم‌کشی: «تخریب گسترده رده‌های حیوانی یا گیاهی، آلوده‌کردن اتمسفر یا منابع آب، و همچنین ارتکاب اعمال دیگری که می‌توانند فاجعه‌ای اکولوژیک ایجاد کنند، مستوجب مجازات خواهد بود…»

### جمهوری مولداوی، ۲۰۰۲
ماده ۱۳۶. بوم‌کشی: «تخریب عمدی و گسترده گیاهان و جانوران، مسموم‌کردن اتمسفر یا منابع آب، و ارتکاب سایر اعمالی که ممکن است باعث وقوع یک فاجعه اکولوژیک بشود یا شده باشد، مستوجب مجازات خواهد بود…»

### فدراسیون روسیه، ۱۹۹۶
ماده ۳۵۸. بوم‌کشی: «تخریب گسترده رده‌های حیوانی یا گیاهی، آلوده‌کردن اتمسفر یا منابع آب، و همچنین ارتکاب اقدامات دیگری که قادرند فاجعه‌ای اکولوژیک ایجاد کنند، مستوجب مجازات خواهد بود…»

### تاجیکستان، ۱۹۹۸
ماده ۴۰۰. بوم‌کشی: «تخریب گسترده گیاهان و جانوران، مسموم‌کردن اتمسفر یا منابع آب، و همچنین ارتکاب اقدامات دیگری که ممکن است فاجعه‌ای اکولوژیک ایجاد کنند، مستوجب مجازات خواهد بود…»

### ازبکستان، ۱۹۹۴
ماده ۱۹۶. آلوده‌کردن محیط‌زیست طبیعی: «آلوده‌کردن یا واردساختن خسارت به زمین، آب یا هوای اتمسفر، به نحوی که منجر به بروز بیماری‌های جمعی در افراد، مرگ جانوران، پرندگان یا ماهی‌ها، یا سایر عواقب جدی بشود، مستوجب مجازات خواهد بود…»

### ویتنام، ۱۹۹۰
ماده ۳۴۲. جنایات علیه بشریت: «کسانی که در زمان صلح یا زمان جنگ، مرتکب اعمال ذیل… و همچنین سایر اعمال مصداق نسل‌کشی یا اکوساید یا تخریب محیط‌زیست طبیعی بشوند، محکوم خواهند شد به…»